# Shōgun: A novel of Japan
Shōgun: A novel of Japan és una novel·la històrica d'aventures escrita per James Clavell i publicada originalment el 1975.
Basada en la mateixa novel·la, el 1980 es va realitzar una sèrie per la televisió, en cinc capítols, amb el mateix nom Shōgun (sèrie de TV 1980) dirigida per Jerry London. El 2024 se'n va fer una altra, també intitulada Shōgun, creada per Rachel Kondo i Justin Marks.
L'acció es desenvolupa en el Japó feudal de l'any 1600, alguns mesos abans de la batalla crucial de Sekigahara. Narra la pujada al shogunat del dàimio d'Edo (antiga Tòquio) Toranaga (nom fictici per Tokugawa Ieyasu), a través de la visió d'un mariner anglès, les gestes del qual estan basades vagament en les del personatge històric William Adams.